# Oedaleus cnecosopodius
Oedaleus cnecosopodius är en insektsart som beskrevs av Zheng, Z. 2000. Oedaleus cnecosopodius ingår i släktet Oedaleus och familjen gräshoppor. Inga underarter finns listade i Catalogue of Life.